# Gauss Moutinho Cordeiro
Gauss Moutinho Cordeiro (Recife, 17 de abril de 1952) é um engenheiro e matemático brasileiro. Seu trabalho é reconhecido como significante em teoria assintótica, inferência estatística e distribuições de probabilidade.  
Gauss Moutinho Cordeiro obteve o doutorado em estatística em 1982 no Imperial College London, orientado por David Cox. Ele possui graduação em Bacharelado em Matemática pela Universidade Católica de Pernambuco (1973), graduação em Engenharia Civil pela Universidade Federal de Pernambuco (1974), mestrado em Engenharia de Produção pela Universidade Federal do Rio de Janeiro (1976), doutorado em Estatística - Imperial College, University of London (1982), pós-doutorado na University of London (1986-1987) e no Instituto de Matemática Pura e Aplicada (1990-1992).  Tem sido revisor dos seguintes periódicos: Annals of the Institute of Statistical Mathematics, Biometrika, Brazilian Journal of Probability and Statistics, Brazilian Review of Econometrics, Communications in Statistics, Computational Statistics and Data Analysis, Journal of Multivariate Analysis, Journal of the Royal Statistical Society - B (Methodological), Journal of Statistical Computation and Simulation, Journal of Statistical Planning and Inference,  Journal of Statistical Theory and Applications, Metrika, Statistics & Probability Letters e TEST. Foi Presidente da Associação Brasileira de Estatística (ABE) de 2000 a 2002 e membro do Comitê Assessor de Matemática e Estatística do CNPq em quatro períodos distintos. Foi editor do Brazilian Journal of Probability and Statistics (1995-2000) e um dos idealizadores deste periódico. Até o momento publicou 404 artigos científicos em periódicos internacionais com revisores, 
e orientou 55 alunos de mestrado e doutorado. Em 2010, ele recebeu do Governo Brasileiro a Medalha Nacional de Mérito Científico, na ordem de Comendador. 
Cordeiro é membro da Academia Pernambucana de Ciências (Brasil). Em 14 de agosto de 2025, tinha no google acadêmico: 25603 citações, índice H=81 e
Índice i10=348. Os seus artigos científicos podem ser encontrados em https://scholar.google.com.br/citations?user=hMvATcwAAAAJ&hl=pt-BR&oi=ao e seu CV 
Lattes em http://buscatextual.cnpq.br/buscatextual/visualizacv.do?id=K4783991Y8

## Artigos em Periódicos Internacionais
- "Improved likelihood ratio statistics for generalized linear models", Journal of the Royal Statistical Society, Series B, 1983.
- "On the Corrections to the Likelihood Ratio Statistics", Biometrika, 1987.
- "Improved likelihood ratio statistics for exponential family nonlinear models", Biometrika, 1989.
- "Bias correction in generalized linear models", JRSS-B, 1991.
- "A modified score test statistic having chi-squared distribution to order {\displaystyle 1/n}", Biometrika, 1991.
- "Improved score tests for generalized linear models", JRSS-B, 1993.
- "Nonnull asymptotic distributions of three classic criteria in generalized linear models", Biometrika, 1994.
- "Improved likelihood ratio tests for dispersion models", Int. Statist. Rev., 1994.
- "Bias correction in ARMA models", Statist. Prob. Lett., 1994.
- "On Bartlett and Bartlett-type corrections", Econometric Reviews, 1996.
- "Improved likelihood ratio tests for exponential censored data", J. Statist. Comp. Simul., 1997.
- "Improved estimatores for generalized linear models with dispersion covariates", J. Statist. Comp. Simul., 1998.
- "A formula to improve score test statistics", J. Statist. Comp. Simul., 1998.
- "Improved heteroscedasticity-consistent covariance matrix estimators", Biometrika, 2000.
- "Higher order asymptotic refinements for score tests in proper dispersion models", Journal of Statistical Planning and Inference, 2001.
- "Three corrected score tests for generalized linear models with dispersion covariates", Statistica Neerlandica, 2003.
- "On Pearson´s residuals in generalized linear models", Statistics and Probability Letters, 2004.
- "A third-order bias corrected estimate in generalized linear models", Test, 2007.
- "A generalized modified Weibull distribution for lifetime modeling", Computational Statistics and Data Analysis, 2008.
- "The distribution of Pearson residuals in generalized linear models", Computational Statistics and Data Analysis, 2009.
- "Transformed generalized linear models", Journal of Statistical Planning and Inference, 2009.
- "Power series generalized nonlinear models", Computational Statistics and Data Analysis, 2009.
- "The log-exponentiated Weibull regression model for interval-censored data", Computational Statistics and Data Analysis, 2010.
- "The beta modified Weibull distribution", Lifetime Data Analysis, 2010.
- "The Kumaraswamy Weibull distribution with application to failure data", Journal of the Franklin Institute, 2010.
- "The beta generalized half-normal distribution", Computational Statistics and Data Analysis, 2010.
- "A new distribution w ith decreasing, increasing and upside-down bathtub failure rate", Computational Statistics and Data Analysis, 2010.
- "Asymptotic skewness in Birnbaum-Saunders nonlinear regression models", Statistics and Probability Letters, 2010.
- "Corrected maximum likelihood estimators in heteroscedastic symmetric nonlinear models", Journal of Statistical Computation and Simulation, 2010.
- "Generalized Weibull Linear Models", Communications in Statistics, Theory and Methods, 2010.
- "New results on the likelihood ratio and score tests for the von Mises distribution", Journal of Statistical Computation and Simulation, 2010.
- "Second-order asymptotic expressions for the covariance matrix of maximum likelihood estimators in dispersion models", Statistics and Probability Letters, 2010.
- "Skewness of maximum likelihood estimators in dispersion models", Journal of Statistical Planning and Inference, 2010.
- "The beta generalized exponential distribution", Journal of Statistical Computation and Simulation, 2010.
- ”A Log-Linear Regression Model for the Beta-Weibull Distribution”, Communications in Statistics, Simulation and Computation, 2011.
- ”A log-linear regression model for the Birnbaum-Saunders distribution with censored data”, Computational Statistics and Data Analysis, 2011.
- ”A matrix formula for the skew ness of maximum likelihood estimators”, Statistics and Probability Letters, 2011.
- ”A new family of generalized distributions”, Journal of Statistical Computation and Simulation, 2011.
- ”A unified view on lifetime distributions arising from selection mechanisms”, Computational Statistics and Data Analysis, 2011.
- “Asymptotic tail properties of the distributions in the class of dispersion models”. Teor. Veroyatnost. i Primenen., 2011.
- ”General results for the beta-modified Weibull distribution”, Journal of Statistical Computation and Simulation, 2011.
- “The beta Burr XII distribution with application to lifetime data”, Computational Statistics and Data Analysis, 2011.
- ”The beta Laplace distribution”, Statistics and Probability Letters, 2011.
- ”The beta Birnbaum-Saunders distribution: An improved distribution for fatigue life modeling”, Computational Statistics and Data Analysis, 2011.
- ”The exponentiated generalized gamma distribution with application to lifetime data”, Journal of Statistical Computation and Simulation, 2011.
- ”The exponentiated generalized inverse Gaussian distribution”, Statistics and Probability Letters, 2011.
- ”The generalized inverse Weibull distribution”, Statistical Papers, 2011.
- ”The Kumaraswamy generalized gamma distribution with application in survival analysis”, Statistical Methodology, 2011.
- ”Transformed symmetric models”, Statistical Modelling, 2011.
- ”A bivariate regression model with cure fraction”, Journal of Statistical Computation and Simulation, 2012.
- ”A Power Series Expansion for the Skew Normal Distribution Function”, Journal of Applied Probability and Statistics, 2012.
- ”Bartlett corrections in Birnbaum-Saunders nonlinear regression models”, Journal of Statistical Computation and Simulation, 2012.
- ”Beta generalized normal distribution with an application for SAR image processing”, 2012.
- ”Diagnostic tools in generalized Weibull linear regression models”, Journal of Statistical Computation and Simulation, 2012.
- ”General properties for the beta extended half-normal model”, Journal of Statistical Computation and Simulation, 2012.
- ”General results for the Kumaraswamy-G distribution”, Journal of Statistical Computation and Simulation, 2012.
- ”Generalized beta-generated distributions”, Computational Statistics and Data Analysis, 2012.
- ”On Some Properties of the Beta Normal Distribution”, Communications in Statistics, Theory and Methods, 2012.
- ”On Wald Residuals in Generalized Linear Models”, Communications in Statistics, Theory and Methods, 2012.
- ”The exponential COM-Poisson distribution”, Statistical Papers, 2012.
- ”The exponentiated Weibull distribution: a survey”, Statistical Papers, 2012.
- ”The Gamma-Exponentiated Weibull Distribution”, Journal of Statistical Theory and Applications, 2012.
- ”The Kumaraswamy Gumbel distribution”, Statistical Methods and Applications, 2012.
- ”The Kumaraswamy modified Weibull distribution: theory and applications”, Journal of Statistical Computation and Simulation, 2012.
- ”The Kumarasw amy-Log-Logistic Distribution”, Journal of Statistical Theory and Applications, 2012.
- ”The Log-Burr XII Regression Model for Grouped Survival Data”, Journal of Biopharmaceutical Statistics, 2012.
- ”The log-exponentiated generalized gamma regression model for censored data”, Journal of Statistical Computation and Simulation, 2012.
- ”The McDonald extended distribution: properties and applications”, AStA-Advances in Statistical Analysis, 2012.
- “The McDonald inverted beta distribution”, Journal of the Franklin Institute – Engineering and Applied Mathematics, 2012.
- ”The McDonald Weibull model”, Statistics, 2012.
- ”The negative binomial-beta Weibull regression model to predict the cure of prostate cancer”, Journal of Applied Statistics, 2012.
- ”The new class of Kummer beta generalized distributions”, SORT-Statistics and Operations Research Transactions, 2012.
- ”A new class of fatigue life distributions”, Journal of Statistical Computation and Simulation, 2013.
- ”A simple formula based on quantiles for the moments of beta generalized distributions”, Journal of Statistical Computation and Simulation, 2013.
- “An extended fatigue life distribution”, Statistics, 2013.
- “Another extended Burr III model: some properties and applications”, Journal of Statistical Computation and Simulation, 2013.
- “An extended Lomax distribution”, Statistics, 2013.
- ”General results for the beta Weibull distribution”, Journal of Statistical Computation and Simulation, 2013.
- ”On estimation and diagnostics analysis in log-generalized gamma regression model for interval-censored data”, Statistics, 2013.
- ”On the Additive Weibull Distribution”, Communications in Statistics, Theory and Methods, 2013.
- ”On the Marshall-Olkin extended Weibull distribution”, Statistical Papers, 2013.
- ”Second-Order Covariance Matrix Formula for Heteroskedastic Generalized Linear Models”, Communications in Statistics, Theory and Methods, 2013.
- ”The beta Burr III model for lifetime data”, Brazilian Journal of Probability and Statistics, 2013.
- ”The beta exponentiated Weibull distribution”, Journal of Statistical Computation and Simulation, 2013.
- ”The beta generalized gamma distribution”, Statistics, 2013.
- ”The beta generalized logistic distribution”, Brazilian Journal of Probability and Statistics, 2013.
- ”The beta generalized Rayleigh distribution with applications to lifetime data”, Statistical Papers, 2013.
- ”The beta log-normal distribution”, Journal of Statistical Computation and Simulation, 2013.
- ”The beta-Weibull geometric distribution”, Statistics, 2013.
- ”The compound class of extended Weibull power series distributions”, Computational Statistics and Data Analysis, 2013.
- ”The exponential-Weibull lifetime distribution, Journal of Statistical Computation and Simulation”, 2013.
- ”The log-beta Weibull regression model w ith application to predict recurrence of prostate cancer”, Statistical Papers, 2013.
- ”The gamma-linear failure rate distribution: theory and applications”, Journal of Statistical Computation and Simulation, 2013.
- ”The gamma-Lomax distribution”, Journal of Statistical Computation and Simulation, 2013.
- ”The Kumaraswamy Burr XII distribution: theory and practice”, Journal of Statistical Computation and Simulation, 2013.
- ”The Kumarasw amy Pareto distribution”, Journal of Statistical Theory and Applications, 2013.
- ”The Log-Beta Generalized Half-Normal Regression Model”, Journal of Statistical Theory and Applications, 2013.
- ”The Mcdonald Half-Logistic Distribution: Theory and Practice”, Communications in Statistics, Theory and Methods, 2013.
- ”The new Neyman type A beta Weibull model with long-term survivors”, Computational Statistics, 2013.
- ”The Poisson Birnbaum-Saunders model with long-term survivors”, Statistics, 2013.
- ”The Poisson Generalized Linear Failure Rate Model”,  Communications in Statistics, Theory and Methods, 2013.
- ”Two Extended Burr Models: Theory and Practice”, Communications in Statistics, Theory and Methods, 2013.
- ”A Gamma-Generated Logistic Distribution: Properties and Inference”, American Journal of Mathematical and Management Sciences, 2014.
- ”A log-linear regression model for the odd Weibull distribution with censored data”, Journal of Applied Statistics, 2014.
- ”A new lifetime model: the Kumarasw amy generalized Rayleigh distribution”, Journal of Statistical Computation and Simulation, 2014.
- ”An extended exponentiated-G-negative binomial family w ith threshold effect”, Journal of Applied Statistics, 2014.
- ”Covariance matrix of the bias-corrected maximum likelihood estimator in generalized linear models”, Statistical Papers, 2014.
- ”Latent cure rate model under repair system and threshold effect”,  Journal of Statistical Computation and Simulation, 2014.
- ”Modeling Lifetimes by a Stochastic Process Hitting a Critical Point”, Communications in Statistics, Theory and Methods, 2014.
- ”Moments for some Kumaraswamy Generalized Distributions”, Communications in Statistics, Theory and Methods, 2014.
- ”Some new results for the Kumarasw amy modified Weibull distribution”, Journal of Statistical Theory and Applications, 2014.
- ”The exponentiated G geometric family of distributions, Journal of Statistical Computation and Simulation”, 2014.
- ”The exponentiated generalized Birnbaum-Saunders distribution”, Applied Mathematics and Computation,  2014.
- ”The Exponentiated Half-Logistic Family of Distributions: Properties and Applications”, Journal of Probability and Statistics, 2014.
- ”The gamma extended Weibull family of distributions”, Journal of Statistical Theory and Applications, 2014.
- ”The Lomax generator of distributions: Properties, minification process and regression model”, Applied Mathematics and Computation, 2014.
- ”The Marshall-Olkin extended Weibull family of distributions”, Journal of Statistical Distributions and Applications, 2014.
- ”The Marshall-Olkin Family of Distributions: Mathematical Properties and New Models”, Journal of Statistical Theory and Practice, 2014.
- ”The McDonald arcsine distribution: a new model to proportional data”, Statistics, 2014.
- ”The McDonald Extended Weibull Distribution”, Journal of Statistical Theory and Practice, 2014.
- ”The Zografos-Balakrishnan- Family of Distributions: Mathematical Properties and Applications”, Communications in Statistics, Theory and Methods, 2014.
- ”A bimodal flexible distribution for lifetime data”, Journal of Statistical Computation and Simulation, 2015.
- ”A model with long-term survivors: Negative binomial Birnbaum-Saunders”, Communications in Statistics,Theory and Methods, 2015.
- ”A new generalized gamma distribution with applications”, American Journal of Mathematical and Management Sciences, 2015.
- ”A new generalized Weibull family of distributions: mathematical properties and applications”, Journal of Statistical Distributions and Applications, 2015.
- ”A New Long-Term Survival Model w ith Interval-Censored Data”, Sankhya B, 2015.
- ”A new useful three-parameter extension of the exponential distribution”, Statistics, 2015.
- ”A New Weibull-Pareto Distribution: Properties and Applications”, Communications in Statistics, Simulation and Computation, 2015.
- ”A power series beta Weibull regression model for predicting breast carcinoma”, Statistics in Medicine, 2015.
- ”A unified class of compound lifetime distributions”, Communications in Statistics, Theory and Methods, 2015.
- ”Extended Burr XII Regression Models: Theory and Applications”, Journal of Agricultural Biological and Environmental Statistics, 2015.
- ”New flexible models generated by gamma random variables for lifetime modeling”, Journal of Applied Statistics, 2015.
- ”On the Harris-G class of distributions: General results and application”, Brazilian Journal of Probability and Statistics, 2015.
- ”The beta Marshall-Olkin family of distributions”, Journal of Statistical Distributions and Applications, 2015.
- ”The Exponentiated G Poisson Model”, Communications in Statistics, Theory and Methods, 2015.
- ”The Exponentiated-Log-Logistic Geometric Distribution: Dual Activation”, Communications in Statistics, Theory and Methods, 2015.
- ”The Harris Extended Exponential Distribution”, Communications in Statistics, Theory and Methods, 2015.
- "The Kumaraswamy Marshal-Olkin family of distributions”, Journal of the Egyptian Mathematical Society, 2015.
- ”The log-odd log-logistic Weibull regression model: modeling”, estimation, influence diagnostics and residual analysis, Journal of Statistical Computation and Simulation, 2015.
- ”The odd generalized exponential family of distributions with applications”, Journal of Statistical Computation and Simulation, 2015.
- ”The sinh-normal/independent nonlinear regression model”, Journal of Applied Statistics, 2015.
- ”The type I half-logistic family of distributions”, Journal of Statistical Computation and Simulation, 2015.
- ”A new compounding family of distributions: The generalized gamma power series distributions”, Journal of Computation and Applied Mathematics, 2016.
- ”An extended-G geometric family”, Journal of Statistical Distributions and Applications, 2016.
- ”The odd Birnbaum-Saunders regression model with applications to lifetime data”, Journal of Statistical Theory and Practice, 2016.
- ”An extended Birnbaum-Saunders distribution: Theory, estimation, and applications”, Communications in Statistics, Theory and Methods, 2016.
- ”Compounding of distributions: a survey and new generalized classes”, Journal of Statistical Distributions and Applications, 2016.
- ”The Logistic-X Family of Distributions and Its Applications”, Communications in Statistics, Theory and Methods, 2016.
- ”Exponentiated Marshall-Olkin family of distributions”, Journal of Statistical Distributions and Applications, 2016.
- ”Extended arcsine distribution to proportional data: Properties and applications”, Studia Scientiarum Mathematicarum Hungarica, 2016.
- ”General Results for the Transmuted Family of Distributions and New Models”. Journal of Probability and Statistics,  2016.
- ”Improved likelihood-based inference in Birnbaum-Saunders nonlinear regression models”, Applied Mathematical Modelling, 2016.
- ”Influence diagnostics in the Gamma regression model w ith adjusted deviance residuals”, Communications in Statistics, Simulation and Computation, 2016.
- ”New Flexible Regression Models Generated by Gamma Random Variables with Censored Data”, International Journal of Statistics and Probability, 2016.
- ”The extended generalized half-normal distribution”, Brazilian Journal of Probability and Statistics, 2016.
- ”New results on the Risti--Balakrishnan family of distributions”, Communications in Statistics, Theory and Methods, 2016.
- ”The gamma extended Weibull distribution”, Journal of Statistical Distributions and Applications, 2016.
- ”The generalized transmuted-G family of distributions”, Communications in Statistics, Theory and Methods, 2016.
- ”The Gumbel-Lomax Distribution: Properties and Applications”, Journal of Statistical Theory and Applications, 2016.
- ”The modified Fréchet distribution and its properties”, Communications in Statistics, Theory and Methods, 2016.
- ”The odd log-logistic generalized half-normal lifetime distribution: properties and applications”, Communications in Statistics, Theory and Methods, 2016.
- ”The odd log-logistic normal distribution: Theory and applications in analysis of experiments”, Journal of Statistical Theory and Practice, 2016.
- ”The Poisson-X family of distributions”, Journal of Statistical Computation and Simulation, 2016.
- ”The Weibull Fréchet distribution and its applications”, Journal of Applied Statistics, 2016.
- ”The Weibull-Dagum Distribution: Properties and Applications”, Communications in Statistics, Theory and Methods, 2016.
- ”Predicting the cure rate of breast cancer using a new regression model with four regression structures”, Statistical Methods in Medical Research, 2017.
- ”A flexible semiparametric regression model for bimodal, asymmetric and censored data”, Journal of Applied Statistics, 2017.
- “A New Four-ParameterWeibull Model for Lifetime Data”. Journal of Statistical Theory and Applications, 2017.
- ”A new extended Birnbaum-Saunders model with cure fraction: classical and Bayesian approach”, Communications for Statistical Applications and Methods, 2017.
- ”A new extended mixture normal distribution”, Mathematical Communications, 2017.
- ”A new family of distributions to analyze lifetime data”, Journal of Statistical Theory and Applications, 2017.
- ”A new lifetime model w ith variable shapes for the hazard rate”, Brazilian Journal of Probability and Statistics, 2017.
- ”A new log-location regression model: estimation, influence diagnostics and residual analysis”, Journal of Applied Statistics, 2017.
- ”A new skew -bimodal distribution with applications”, Communications in Statistics, Theory and Methods, 2017.
- ”A Study of Logistic-Lomax Distribution and Its Applications”, Journal of Probability and Statistical Science, 2017.
- ”A useful extension of the Burr III distribution”, Journal of Statistical Theory and Applications, 2017.
- ”An Extended Dagum Distribution: Properties and Applications”, International Journal of Applied Mathematics and Statistics, 2017.
- ”Bias correction in power series generalized nonlinear models”, Brazilian Journal of Probability and Statistics, 2017.
- ”Bivariate odd-log-logistic-Weibull regression model for oral health-related quality of life”, Communications for Statistical Applications and Methods, 2017.
- ”Estimating nonlinear effects in the presence of cure fraction using a semi-parametric regression model”, Computational Statistics, 2017.
- ”Extension of generalized integro-exponential function and its application in study of Chen distribution”, Applicable Analysis and Discrete Mathematics, 2017.
- ”General Mathematical Properties, Regression and Applications of the Log-Gamma-Generated Family”, Communications in Statistics, Theory and Methods, 2017.
- ”Generalized Exponentiated Weibull Linear Model in the Presence of Covariates”, International Journal of Statistics and Probability, 2017.
- ”Heteroscedastic log-exponentiated Weibull regression model”, Journal of Applied Statistics, 2017.
- ”New regression model with four regression structures and computational aspects”, Communications in Statistics, Simulation and Computation, 2017.
- ”Odd-Burr generalized family of distributions w ith some applications”, Journal of Statistical Computation and Simulation, 2017.
- ”Regression models generated by gamma random variables with long-term survivors”, Communications for Statistical Applications and Methods, 2017.
- ”The generalized odd half-Cauchy family of distributions: Properties and applications”, Communications in Statistics, Theory and Methods, 2017.
- ”The generalized odd log-logistic family of distributions: properties, regression models and applications”, Journal of Statistical Computation and Simulation, 2017.
- ”The Kumarasw amy Normal Linear Regression Model  with Applications”, Communications in Statistics, Simulation and Computation, 2017.
- ”The new family of distributions and applications in heteroscedastic regression analysis”, Journal of Statistical Theory and Applications, 2017.
- ”The Odd Log-Logistic Generalized Gamma Model: Properties, Applications, Classical and Bayesian Approach”, Biometrics and Biostatistics International Journal, 2017.
- ”The odd log-logistic logarithmic generated family of distributions with applications in different areas”, Journal of Statistical Distributions and Applications, 2017.
- ”The Odd Log-Logistic Student t Distribution: Theory and Applications”, Journal of Agricultural and Environmental Statistics, 2017.
- “The odd power Cauchy family of distributions: properties, regression models and applications”, Journal of Statistical Computation and Simulation, 2017.
- ”The Topp-Leone odd log-logistic family of distributions”, Journal of Statistical Computation and Simulation, 2017.
- ”The transmuted generalized modified Weibull distribution”, Filomat, 2017.
- ”A flexible bimodal model w ith long-term survivors and different regression structures”, Communications in Statistics, Simulation and Computation, 2018.
- ”A new generalized odd log-logistic flexible Weibull regression model with applications in repairable systems”, Reliability Engineering and System Safety, 2018.
- ”Discussion of -Birnbaum-Saunders distribution: A review of models, analysis, and applications”, Applied Stochastic Models in Business and Industry, 2018.
- ”A flexible bimodal model with long-term survivors and different regression structures”, Communications in Statistics, Theory and Methods, 2018.
- ”The heteroscedastic odd log-logistic generalized gamma regression model for cen  sored data”, Communications in Statistics, Theory and Methods, 2018.
- ”Generalized Beta Weibull Linear Model: Estimation, Diagnostic Tools and Residual Analysis”, Journal of Statistical Theory and Practice, 2018.
- ”Modified beta modified-Weibull distribution”, Computational Statistics, 2018.
- ”On Generalized Classes of Exponential Distribution using T-X Family Framework”, Filomat, 2018.
- ”The Marshall-Olkin logistic-exponential distribution”, Communications in Statistics, Theory and Methods, 2018.
- ”The four-parameter Burr XII distribution: Properties, regression model, and applications”, Communications in Statistics, Theory and Methods, 2018.
- ”The Burr XII System of densities: properties, regression model and applications”, Journal of Statistical Computation and Simulation, 2018.
- ”The gamma generalized normal distribution: A descriptor of SAR imagery”, Journal of Computation and Applied Mathematics, 2018.
- ”The heteroscedastic odd log-logistic generalized gamma regression model for censored data”, Communications in Statistics, Simulation and Computation, 2018.
- ”The inverted Nadarajah-Haghighi distribution: estimation methods and applications”, Journal of Statistical Computation and Simulation, 2018.
- ”The Marshall-Olkin generalized gamma distribution”, Communications for Statistical Applications and Methods, 2018.
- ”A new destructive Poisson odd log-logistic generalized half-normal cure rate model”, Communications in Statistics, Theory and Methods, 2018.
- ”The odd Lomax generator of distributions: Properties, estimation and applications”, Journal of Computational and Applied Mathematics, 2018
- ”The power-Cauchy negative-binomial: properties and regression”, Journal of Statistical Distributions and Applications, 2018.
- ”Transformed symmetric generalized autoregressive moving average models”. Statistics, 2018.
- ”Skewness of maximum likelihood estimators in the varying dispersion beta regression model”, Communications in Statistics, Theory and Methods, 2018.
- ”Zero-spiked regression models generated by gamma random variables with application in the resin oil production”, Journal of Statistical Computation and Simulation, 2018.
- ”The Weibull Marshall–Olkin family: Regression model and application to censored data”, Communications in Statistics, Theory and Methods, 2018.
- ”The Marshall-Olkin alpha power family of distributions  with applications”, Journal of Computational and Applied Mathematics, 2019.
- "Some new results for the transmuted generalized gamma distribution", 2019.

## Livros
- An Introduction to Bartlett Correction and Bias Reduction. Printed by Springer Verlag, 2014.
- Modelo de Regressão Gama-G em Análise de Sobrevivência.  Printed by Associação Brasileira de Estatística (ABE), 2013.
- Modelos Lineares Generalizados (Generalized Linear Models). Printed by Regional Brasileira da Sociedade Internacional de Biometria (RBRAS), 2007
- Modelos Paramétricos (Parametric Models). Printed by Associação Brasileira de Estatística (ABE), 2004.
- Introdução à Teoria Assintótica (Introduction to Asymptotic Theory). Printed by Associação Brasileira de Estatística (ABE), 1999.
- Introdução à Teoria de Verossimilhança (Introduction to Likelihood Theory). Printed by Associação Brasileira de Estatística (ABE), 1992.
- Modelos de Regressão para Análise de Dados Univariados (Regression Models for Analysis of Univariate Data). Printed by Sociedade Brasileira de Matemática (SBM), 1989.
- Modelos Lineares Generalizados (Generalized Linear Models). Printed by Associação Brasileira de Estatística (ABE), 1986.